# Natore (distrito)
Natore (aportuguesado Nador) é um distrito do Bangladesh, localizado na divisão de Rajshahi. Tem cerca de 1,5 milhões de habitantes e 1896 km².